# Krajnik Górny
Krajnik Górny – wieś w Polsce położona w województwie zachodniopomorskim, w powiecie gryfińskim, w gminie Chojna.
W latach 1954–1971 wieś należała i była siedzibą władz gromady Krajnik Górny, po jej zniesieniu w gromadzie Chojna. W latach 1975–1998 miejscowość administracyjnie należała do województwa szczecińskiego.
Pierwsza wzmianka o wsi pochodzi z 1270, w XIV w. ze wschodu napłynęli osadnicy niemieccy.
Kościół pw. św. Andrzeja Boboli, zbudowany z głazów narzutowych z XV w. pierwotnie gotycki, przebudowany w stylu renesansowym w XVII w. i częściowo otynkowany, powiększony o masywną kamienno-ceglaną wieżę szerokości nawy, którą w XIX w. lekko nadbudowano. Nawa nakryta otynkowanym beczkowym stropem, barokowy ołtarz kazalnicowy, uwagę zwraca piękny szczyt.
We wsi zabytkowy park w stylu angielskim, pozostałość po pałacu, w którym występuje jesion wyniosły, jesion pensylwański, jesion amerykański, dąb szypułkowy, złocisty dąb bezszypułkowy, dąb szkarłatny, dąb czerwony, dąb burgundzki, katalpa, miłorząb. Szatę roślinną uzupełniają lilak, cypryśnik, głóg, powojnik.